# Carrazedo (Vairão)
Carrazedo é um lugar de Vairão, no concelho de Vila do Conde.

## Património
- Capela de Nossa Senhora da Expectação [1]